# برونو زودرستروم
برونو زودرستروم (انگلیسی: Bruno Söderström؛ ۲۸ اکتبر ۱۸۸۱ – ۱ ژانویه ۱۹۶۹ (aged 87)) ورزشکار دو و میدانی اهل سوئد بود.